# Ponda
Ponda ist eine Stadt im indischen Bundesstaat Goa.
Die Stadt ist der Teil des Distrikt North Goa. Ponda hat den Status eines Municipal Council. Die Stadt ist in 13 Wards (Wahlkreise) gegliedert.

## Geschichte
Im 16. Jahrhundert war Ponda aufgrund der Abwesenheit der Portugiesen ein sicherer Zufluchtsort für Hindus, die vor der Verfolgung durch Jesuiten und Portugiesen flohen. 1675 eroberte Chhatrapati Shivaji sie von dem Sultanat Bijapur. Es blieb Teil des Maratha-Reiches bis 1764. Die Stadt kam schließlich 1791 unter die Kontrolle der Portugiesen.

## Demografie
Die Einwohnerzahl der Stadt liegt laut der Volkszählung von 2011 bei 22.664. Ponda hat ein Geschlechterverhältnis von 932 Frauen pro 1000 Männer und damit einen für Indien üblichen Männerüberschuss. Die Alphabetisierungsrate lag bei 94,5 % im Jahr 2011. Knapp 79 % der Bevölkerung sind Hindus, ca. 11 % sind Christen und ca. 9 % sind Muslime und ca. 1 % gehören einer anderen oder keiner Religion an. 9,9 % der Bevölkerung sind Kinder unter 6 Jahren.

## Infrastruktur
Ponda ist über eine Straße mit der Hauptstadt Panaji, dem wichtigsten Eisenbahnknotenpunkt von Margao, und dem internationalen Flughafen von Dabolim verbunden.